# Vigneron
Vigneron là loại súng tiểu liên do sĩ quan đại tá trong lực lượng quân đội Bỉ là Georges Vigneron thiết kế khi quân đội nước này đề ra yêu cầu về một loại súng tự động nhỏ gọn để trang bị cho các đội pháo binh, lính nhảy dù, tài xế xe tải hay các đơn vị tương tự còn công ty Précision Liégeoise SA lo việc chế tạo. Súng đã được thông qua để đưa vào phục vụ và trở thành súng tiểu liên tiêu chuẩn trong lực lượng quân đội Bỉ năm 1953 và đã được sử dụng trong chiến dịch rồng đỏ tại Congo cũng như tham gia các chiến sự tại các nước như Rwanda, Burundi, Somalia và các vùng khác tại châu Phi. Loại súng này được dùng cho đến những năm 1990 khi nó và khẩu FN FAL bị thay thế bởi khẩu FN FNC trong quân đội Bỉ, mặc dù thế nhưng sau đó chúng vẫn được thấy sử dụng tại các khu vực Trung Phi.

## Thiết kế
Vigneron sử dụng cơ chế nạp đạn blowback và bắn với khóa nòng mở. Nút kéo lên đạn nằm ở phía bên trái súng, nó sẽ đứng yên khi bắn. Cơ chế bóp cò của súng cũng là cách chọn chế độ bắn. Nếu bóp cò nhẹ thì súng sẽ bắn từng viên nhưng nếu bóp mạnh cò thì súng sẽ bắn với chế độ tự động. Nút khóa an toàn nằm ở phía bên trái tay cầm cò súng ngay sau cò. Khe nhả vỏ đạn được che bằng một miếng chống bụi.
Hệ thống nhắm cơ bản của súng là điểm ruồi. Nòng súng có hai lỗ phía sau đầu ruồi, chúng hoạt động như một bộ phận chống giật khi bắn. Báng súng dạng khung làm bằng thép có thể đẩy vào kéo ra. Súng có thể sử dụng hộp đạn chung với khẩu MP 40 vì loại hộp đạn này rất phổ biến những năm 1950.

## Biến thể
- M1: Mẫu cơ bản được sản xuất đến năm 1954.
- M2: Mẫu nâng cấp thiết kế lại điểm ruồi và miếng che bụi được làm dày hơn.